# Innbach
L'Innbach est une rivière de Haute-Autriche, d'une longueur de 53 km et affluent du Danube.

## Parcours
Sa source se trouve près de Gaspoltshofen au pied des monts Hausruck et se termine dans le Danube à Wilhering. Il draine un bassin de 196 km2.
Après Gaspoltshofen, il passe par les villes de Kematen am Innbach, Pichl bei Wels et Bad Schallerbach. Près de Eferding, il est rejoint par l'Aschach avant d'être retenu par une station hydraulique à son embouchure. Du fait de son débit important, il est bordé par de nombreux moulins. Ses eaux abritent de nombreuses espèces de poissons.